# Cryptocephalus notatus
Cryptocephalus notatus är en skalbaggsart som beskrevs av Fabricius 1787. Cryptocephalus notatus ingår i släktet Cryptocephalus och familjen bladbaggar. Inga underarter finns listade i Catalogue of Life.